# Xã Marion, Quận Fayette, Ohio
Xã Marion (tiếng Anh: Marion Township) là một xã thuộc quận Fayette, tiểu bang Ohio, Hoa Kỳ. Năm 2010, dân số của xã này là 766 người.